# Hwanghae-do
Hwanghae-do war eines der acht historischen koreanischen Provinzen und lag im zentralen Westen des Landes. Ihre Fläche betrug 16.743,66 km². Sie wurde 1395 zu Beginn der Joseon-Dynastie gegründet und 1954 in Hwanghae-pukto (Nord-Hwanghae-Provinz) und Hwanghae-namdo (Süd-Hwanghae-Provinz) geteilt. Ihre Hauptstadt war Haeju. Hwanghae grenzte an P′yŏngan (nach 1896 P’yŏngan-namdo) im Norden, Kangwŏn-do im Osten, Gyeonggi-do im Süden und an das Gelbe Meer im Westen.
Der Name der Provinz leitet sich von den zwei bedeutendsten Städten, Hwangju und Haeju ab. Die Region war auch als Haeseo bekannt, Hae für die Hauptstadt der Region und seo für westlich von Songdo.